# Rugby-Bundesliga 1998/99
Die Rugby-Bundesliga 1998/99 ist die 28. ihrer Geschichte. Gespielt wurde zunächst in einer zweigleisigen Bundesliga mit den Staffeln Nord/Ost und Süd/West zu je sechs Mannschaften, die ihre Spiele im Herbst 1998 absolvierten.
Die 6 erstplatzierten Mannschaften spielten im Frühjahr 1999 in einer Endrunde um die deutsche Meisterschaft im Rugby. Meister wurde der Deutsche Rugby-Club Hannover (DRC Hannover), der sich in den beiden Finalspielen gegen die Rudergesellschaft Heidelberg (RG Heidelberg) durchsetzte.

## 1. Bundesliga Nord/Ost
Qualifiziert für die Endrunde: DRC Hannover, DSV 1878 Hannover, TSV Victoria Linden.

## 1. Bundesliga Süd/West
Qualifiziert für die Endrunde: RG Heidelberg, SC Neuenheim, ASV Köln.
Absteiger (Nord/Ost): ?

Absteiger (Süd/West): ?

Aufsteiger (Nord/Ost): Berliner Rugby Club, SC Germania List, Spielgemeinschaft VfR Döhren 06/FC Schwalbe Hannover

Aufsteiger (Süd/West): TSV Handschuhsheim, RK Heusenstamm, Heidelberger RK

## Meisterschaftsrunde
| Pl. | Verein              | Sp | Punkte  | Dif  | Pkt |
| 1.  | DRC Hannover        | 10 | 329:088 | +241 | 28  |
| 2.  | RG Heidelberg       | 10 | 395:154 | +241 | 26  |
| 3.  | DSV 1878 Hannover   | 10 | 235:161 | 0+74 | 24  |
| 4.  | SC Neuenheim        | 10 | 231:242 | 0−11 | 18  |
| 5.  | TSV Victoria Linden | 10 | 116:273 | −157 | 12  |
| 6.  | ASV Köln            | 10 | 067:455 | −388 | 11  |

## Endspiele
20. Juni 1999 in Heidelberg: RG Heidelberg – DRC Hannover 22:11

4. Juli 1999 in Hannover: DRC Hannover – RG Heidelberg 24:10